# Onager (kastemaskine)
En onager eller en mangonel er en krigsmaskine i stil med katapulten, som er kendt helt tilbage fra Romerriget. I Middelalderen blev våbnet "genopfundet" og brugt til belejring af borge og fæstninger.
Onageren fungererer ved at et reb er ført mange gange fra side til side i en oval, og kastearmen sidder ind imellem rebet. Den lades ved håndkraft og der kan, alt efter våbnet størrelse, skydes med sten, poser med flint, ildkugler og lokumsspande.
Den har sit navn efter et vildæsel, en onager, da den, når den affyres, "sparker bagud" ligesom et æsel.
Middelaldercentret ved Nykøbing Falster har en onager, der demonstreres for publikum i højsæsonen.